# 梅明根
梅明根（德語：Memmingen，發音：[ˈmɛmɪŋən] ⓘ）是德国巴伐利亚州施瓦本行政区的非县辖城市，曾是梅明根县的县治，面积70.11平方千米，2023年12月31日人口为46,178人。

## 国际关系

### 姊妹城市
- 美国 格蘭岱爾（1976年）
- 義大利 泰拉莫省（1981年）
- 義大利 泰拉莫（1986年）
- 法國 欧什（1990年）
- 德国 路德城艾斯莱本（1990年）
- 以色列 谢莫纳镇（2009年）
- 土耳其 卡拉塔什（2009年）
- 奥地利 利策尔斯多夫（2009年）
- 乌克兰 切尔尼戈夫（2009年）

### 友好城市
- 法國 科尔马（1965年）